# 始皇帝 天下統一
『始皇帝 天下統一』（しこうてい てんかとういつ、原題：大秦賦）は、2020年の中国のテレビドラマ。全78話。総製作費165億円。

## 概要
大秦帝国シリーズの第４作目。史上初の中国統一を成し遂げた始皇帝の生涯を描く。

## あらすじ
紀元前256年、長平の戦いで大敗した趙は秦との約束を違え城の割譲を拒んだ。秦の昭王は趙に出兵、３年に及ぶ邯鄲攻略戦が始まった。
そのさなか後の始皇帝・嬴政は戦火に煙る邯鄲に生を受けた。父は趙の人質となっていた秦の王孫・嬴異人。嬴政を待つのは常に死と隣り合わせの危険な状況であった。

## スタッフ
- 監督：延芸（中国語版）

## 主題歌
- 天下（エンディング）[1]

作詞：易茗、作曲：趙麟、歌：譚維維

## 登場人物・キャスト

### 秦

#### 王族
- 嬴政：張魯一（中国語版）（少年期：李卓釗（中国語版）、幼年期：金元寶）

秦の始皇帝。
- 趙姫：朱珠（中国語版）

嬴異人の正室で嬴政の母。
- 嬴異人：辛柏青（中国語版）

秦国・第30代君主。嬴政の父。安国君の第７子で人質として趙の邯鄲で８年間暮らした。華陽夫人の養子になり嬴子楚と改名する。紀元前250年、32歳で秦王に即位する。紀元前247年５月わずか35歳で崩御し、荘襄という諡を贈られる。
- 昭王・嬴稷：王慶祥（中国語版）

秦国・第28代君主。嬴政の曽祖父。紀元前251年（在位56年）75歳で逝去。死後、昭襄の諡を贈られる。
- 安国君・嬴柱：馮暉（中国語版）

秦国・第29代君主。嬴政の祖父。紀元前250年10月、14年間太子の座にあった嬴柱は53歳で正式に秦王に即位した。しかしわずか３日後に崩御し、孝文という諡を贈られる。
- 華陽夫人：鄔君梅

安国君の正室。
- 羋宸（中国語版）[2]：朱輝

華陽夫人の弟。陽泉君。
- 羋顛：趙鯤鵬

羋啓と共に華陽夫人の元で育つ。昌文君。
- 羋啓：栾元暉

羋顛と共に華陽夫人の元で育つ。昌平君。羋顛とは兄弟。
- 韓霓：黃小戈

韓・桓恵王の娘で嬴異人の妃。異人が帰国後に華陽夫人によって縁談が決められた。
- 成蟜：延鸿基（幼年期：金元寶）

嬴異人と韓霓との間の子で嬴政の異母弟にあたる。
- 嬴傒：周鐵

嬴異人より４歳年上の異母兄。異人が秦王に即位すると駟車庶長（宗室を主管する立場）に封じられる。密かに異人の正室・趙姫を慕っている。嬴政が秦王になると渭陽君に封じられる。
- 夏姫：師悦玲

嬴異人の生母。異人が即位すると、華陽夫人と共に太后になる。
- 離秋：陳米麒

斉王・建の妹で嬴政の妃。
- 羋華：佳琪

羋啓の娘で嬴政の妃。
- 扶蘇：于壵（乳児期：李平霖楷）

嬴政と羋華との間の子で長男。

#### 朝臣
- 呂不韋：段奕宏（中国語版）

元は商人だが、趙で人質となっている嬴異人を助け秦の太子・安国君の嫡子にする。異人が秦王に即位すると、丞相に抜擢され文信侯に封じられる。嬴政が太子に仲父として嬴政を支え、秦王になると相邦になる。
- 嫪毐：葉項明

元は秦の将兵だったが呂不韋の食客となる。孤独な趙姫を慰めるための偽宦官となった事をきっかけに権力を持ち長信侯に封じられる。
- 樊於期：鄭楚一

元は呂不韋の護衛だったが、嬴政が秦王になると王の身辺を守る郎中になる。
- 王齕：郭常輝

昭王の代から仕えた秦の大将軍。
- 隗状：金鑫（中国語版）

昭王の代から仕えた老臣。嬴政の代に丞相となる。
- 姚賈：王超

昭王の代から秦に仕えた老臣。嬴政が秦王になると上卿になり、嬴政の弟・成蟜の師となる。
- 桓齮：王力

秦の将軍。
- 蒙驁：于彥凱

昭王の代から仕えた秦の大将軍。
- 蒙武：陳秋果

秦の将軍。蒙驁の息子。
- 蒙恬：劉坤璨（少年期：江昊桐）

秦の将軍。蒙武の息子。蒙毅の兄。
- 蒙毅：郭金也（少年期：陳旭）

秦の将軍。蒙武の息子。蒙恬の弟。
- 李斯：李乃文（中国語版）

嬴政を支える謀臣。荀子の帝王学を学んだ。
- 李由：崔宇

李斯の息子。
- 王綰：趙正陽

姚賈の推薦で呂不韋の側近になり、嬴政が秦王になると王の命令を臣下に伝える謁者になる。
- 麃公：李満信

秦の大将軍。
- 甘羅：李易臻

昭王の丞相だった甘茂の孫で呂不韋の舎人。
- 王翦：尤勇

秦の将軍。戦国四大名将の一人。紀元前228年（秦王・嬴政19年）、王翦は趙の都・邯鄲を落とし趙は滅亡した。
- 王賁：尼利特龍

王翦の息子で秦の将軍。紀元前225年（秦王・嬴政22年）、王賁は黄河の運河の水を引き魏の都・大梁を水攻めにし魏を亡ぼした。
- 李信：常荻

秦の将軍。
- 尉繚（うつりょう）：王瀚邦

秦の国尉（こくい）。『尉繚子』の作者。
- 楊端和：海子

秦の将軍。
- 辛勝（中国語版）：孫信宏

秦の将軍。
- 淳于越（中国語版）：李智勇

秦の大臣。
- 茅焦（中国語版）：李昂

秦の大臣。
- 胡毋敬（中国語版）：楊斯元

秦の大臣。
- 程邈：張世宏

秦の学者。秦篆書を考案した。
- 頓弱（中国語版）：趙成順

元は趙の大臣だったが秦に寝返る。
- 司空馬：金玄雨

呂不韋の食客。
- 羌瘣：白海龍

秦の将軍。
- 趙高：李欣澤（中国語版）

嬴政付きの宦官。

#### その他
- 鄭義：蘇茂洋

呂不韋の従者。
- 鄭貨：李子游

鄭義の弟で元は秦の監獄の看守だったが、嬴政が秦王になると相邦府（呂不韋邸）の家宰となる。
- 冬：趙昕（少女期：陳柏蓁、幼年期：劉琪錡）

嬴政の幼馴染で侍女となる。
- 申越：李洪涛（中国語版）

嬴政の師で、嬴政に商君書を授ける。
- 士倉：馬暁峰

嬴傒の師。
- 穆歌：高遠

稷下学堂で李斯と共に学び呂氏春秋の執筆に携わる。

### 周
- 赧王・姫延：尹鋳勝（中国語版）

800年の歴史を誇った周王朝最後の天子。赧王の頃には、周王室の影響力はわずかに王畿（現在の洛陽附近）のみだった。
- 西周君：張志忠

周王室から独立した西周の君主。紀元前年256年（昭王の治世51年）に西周君率いる合従軍は秦に敗れ、西周と周王室本家は滅亡した。
- 東周君：高蘭村（中国語版）

周王朝滅亡後も存続した東周最後の君主。紀元前249年に合従軍で秦を攻めようとするも６国が応じず、逆に５万の兵を率いる呂不韋に東周は滅ぼされた。そして東周の都・鞏邑は秦軍に制圧された。

### 韓
- 桓恵王・韓然：鄒徳江

韓の君主。
- 韓雲：趙科

桓恵王の息子で韓霓の兄。
- 韓王・韓安：丁宇辰

韓の国最後の君主。
- 韓非：張皓越

韓の王子で荀子の弟子。斉にある稷下学堂で李斯と共に学ぶ。
- 張平：李熙

韓の丞相。漢の三傑の一人、張良の父。
- 鄭国：劉凌志

水利師。桓恵王の発案で、秦の国力を衰えさせるために巨大運河建設を秦に勧める。鄭国の目論見が明るみなり、秦で『逐客令』が発せられる。
- 張讓：楊超然

韓王・安の代の丞相。
- 寧騰：韓朴俊

元は韓非の従者だったが秦に寝返る。

### 趙
- 孝成王・趙丹：劉鈞（中国語版）

趙の君主。
- 趙佾（中国語版）：李肖寧（少年期：孔祥福）

孝成王の息子。元は太子だったが、弟・趙偃の策略で太子の座を奪われる。春平君。
- 趙偃：蒋毅（中国語版）（少年期：楊佳燁）

孝成王の息子で趙佾の弟。悼襄王。
- 倡后：高姝瑤

元は娼館の歌い女だったが、趙偃に見初められる。
- 趙遷：申賈哲（少年期：李俊炫、幼年期：趙俊珵）

趙偃と倡后との間の子。幽繆王。
- 趙嘉：張琛

趙偃と正妻との間の子。趙滅亡後に代国を建てる。
- 趙勝：劉乃芸

孝成王の叔父で趙の丞相。平原君。
- 龐煖：臧金生

趙の将軍。
- 郭開：劉冠麟（少年期：梁哲）

元は趙偃の付き人だったが、趙偃が王となる事で丞相に抜擢される。
- 廉頗：陳之輝（中国語版）

燕との国境を守る趙の将軍。
- 毛遂：高玉慶

趙の大臣。
- 李牧：盧勇（中国語版）

趙の将軍。
- 楽間：范東徳

趙の将軍。
- 楽乗：王道義

趙の将軍。
- 扈輒：金竜

趙の将軍。
- 莫必（ばくひつ）：馬赫

趙の密偵。秦の都・咸陽で酒楼・益徳居酒肆（えきとくきょしゅし）を営む。

### 燕
- 燕王・姫喜：姜洋

燕の最後の君主。
- 姫丹：姜洋

燕の太子。
- 栗腹：周雲深

燕の丞相。
- 鞠武（中国語版）：趙彥明

燕の太傅。
- 劇辛：厳洪智

燕の将軍。
- 荊軻：孟召重

燕の刺客。
- 秦舞陽：胡春勇

燕の刺客。
- 高漸離：郭家諾

燕の楽師。

### 魏
- 景湣王・魏増：張風

魏の君主。
- 魏王・魏假：陳楷

魏の最後の君主。
- 魏無忌：呉旗

信陵君。
- 魏霑：趙剛

魏の大臣。
- 龍陽君：郭鑫

魏の王子。
- 張耳：郭紫昇

武卒を率いる魏の将軍。

### 楚
- 考烈王・熊完：黑子（中国語版）

楚の君主。屈・景・昭氏の御三家が力を持ち、楚は分裂している。
- 幽王・熊悍：靳光正

楚の君主。考烈王と李園の妹との間の息子。春申君の息子とも噂される。
- 負芻：洪煥智

考烈王の庶子。紀元前228年、即位して２ヶ月の哀王・熊猶と令尹・李園を殺して王位に就く。
- 黄歇：李佳芸

楚の令尹。春申君。
- 項燕：洪焕智

楚の将軍。
- 景涵：洪焕智

楚の王子。
- 李園：謝寧

陵陽君。妹は考烈王の妃。

### 斉
- 斉王・建：徐衛

斉の君主。
- 田冲：段昊辰

斉の公子。
- 后勝（中国語版）：鐘夫翔

斉の丞相。
- 荀子：許还山（中国語版）

斉の都・臨淄にある稷下学堂の祭酒。帝王学を研究している。